# El Águila de Veracruz
El Águila de Veracruz es un equipo que participa en la Liga Mexicana de Béisbol con sede en Veracruz, Veracruz, México. El escudo del equipo en la actualidad es la cabeza de un águila real y la letra A, y una solitaria letra V con el mismo formato pero invertida. El escudo anterior era un águila del volando mientras sujeta un bat de béisbol con ambas garras, este regresó a la camisola para el aniversario 120 de la institución en un jersey especial llamado "Heroico". El escudo original tomó inspiración del logo de una cervecera alemana y era la letra A con un águila en vuelo atravesando el hueco de la parte superior de la letra, este regresó a la camisola en el jersey de aniversario 120 llamado "Glorioso" para la temporada 2023.

## Historia
El Béisbol en Veracruz fue impulsado por las empresas petroleras estadounidenses e inglesas, asentadas en la ciudad a principios del siglo XX. Por obvias razones las primeras promovieron este deporte entre sus empleados produciendo los primeros juegos de pelota.
Los jefes y los directivos de dichas empresas estadounidenses jugaban al béisbol, y la gente de Veracruz se interesó por este deporte, de ahí que los empleados empezaran a tener juegos con los propios jefes, estos a su vez se animaron a adquirir uniformes para los empleados, uniformes en los que desde esa época ya predominaba el color rojo.
La empresa petrolera que más interés tuvo en promover el béisbol en el puerto entre sus empleados fue la del Águila; y fue este un momento histórico en el béisbol local, porque de aquí precisamente nacían los Rojos del Águila de Veracruz, justamente el 16 de septiembre de 1903.
Desde ese entonces, es prácticamente el mismo escudo y los mismos colores, ese 16 de septiembre de 1903, los Rojos del Águila se enfrentaron a los Indios de Juárez y ahí iniciaron la historia del equipo con mayor tradición en México, siendo el equipo más antiguo en la Liga Mexicana de Béisbol.

### Inicios
El equipo veracruzano es uno de los más tradicionales de la Liga Mexicana, el cual logró el bicampeonato en las temporadas de 1937 y 1938, justamente cuando se comenzaron a llevar estadísticas en la LMB; el cubano Agustín Verde fue el mánager que le dio ese par de campeonatos al club porteño. Posteriormente, ganaron los títulos correspondientes a las temporadas de 1952 y 1961, ambas bajo la dirección del cubano  El Canguro Santos Amaro, y el también cubano Enrique Izquierdo les dio el quinto banderín en la campaña de 1970. El sexto gallardete lo lograron bajo la conducción del veracruzano Pedro Meré en la temporada 2012, convirtiéndose en el primer mánager mexicano en coronarse con el Ave Roja.
El "Águila" jugó en el Parque Deportivo Veracruzano hasta 1986, año en que se retiró de la liga; al regresar en la campaña de 1992, adoptan como sede el Parque Deportivo Universitario "Beto Ávila". El "Águila" es uno de los clubes más reconocidos en la Liga Mexicana, y los nombres de los magnates Carlos Rubio y Pablo Machado han sido relevantes en la escuadra veracruzana.

### Títulos

#### 1937
"EL PRIMER CAMPEONATO"
En 1937, los Rojos del Águila de Veracruz obtienen el primer título de su historia bajo el mando del cubano Agustín Verde, en un campeonato oficial e inaugural de la LMB.
El Águila de Veracruz fue campeón gracias a la destacada actuación de Martín Dihigo, tanto en la loma de pitcheo como en la caja de bateo, así como por la atinada conducción de Agustín Verde.
El Roster completo fue el siguiente: Agustín “Pijini” Bejerano, Felino Cárdenas, Estaquillo Martínez, Martín “El Maestro” Dihigo, Francisco Medina, Alberto Cornejo, Nerón Arjona, Donato “Toco” Aldama, Ramón Michelena, Antonio Tenorio, Julián Ramírez Pajón y Agustín Verde por los jugadores de campo. Mientras que los Pitchers fueron: Gustavo Ortiz, Martín Dihigo, Sabás Mora y Carlos Rubio.
El máximo ganador en ganados y perdidos fue Sabás Mora con récord de 7-0 y un porcentaje de carreras limpias admitidas de 2.09, mientras que los triunfos no menos importantes y que le dieron el título al Águila fueron logrados por Martín Dihigo, quien ganó los 3 juegos en fila que el equipo veracruzano disputó ante el Agrario de México para adjudicarse la serie extra.

#### 1938
"EL INMORTAL MAESTRO MARTIN DIHIGO"
Sin lugar a dudas, en 1938 si algún pelotero tuvo distinción honorífica fue el cubano Martín Dihigo, quien se echó a la espalda al equipo para la consecución del segundo título en la historia del Águila dirigidos nuevamente por Agustín Verde.
Los números individuales de Dihigo fueron contundentes, tanto en el pitcheo como en el bateo. En el departamento de bateo logró el altísimo porcentaje de .387, y barrió prácticamente en el departamento de pitcheo con 18 ganados y 2 perdidos y un impresionante porcentaje de carreras limpias admitidas de 0.90 y con 184 ponches.
Aquel campeonato lo ganaron los siguientes jugadores: Martín “El Maestro” Dihigo, Silvio García, Jacinto Roque, Manuel Salvatierra, Nerón Arjona, José Luis Gómez Rodríguez, Donato “Toco” Aldama, Raúl “Chicalón” Méndez, Jorge Rosas, Alberto Cornejo, Amado Álvarez y Julián “Pajón” Ramírez por los peloteros de campo. Y los pitchers fueron: Martín Dihigo, Julián Ramírez, Silvio García, Tirso de Anda y Raúl Méndez.

#### 1952
"LA CORONA DE 1952"
El tercer título del equipo en la LMB, fue obtenido de la mano de otro astro cubano como lo fue Santos “El Canguro” Amaro. En esta campaña Santos Amaro como mánager-jugador condujo al equipo a un título más con la ayuda de jugadores de la talla de René González, quien logró el más alto porcentaje de bateo con .370, así como de Pedro  “Charrascas” Ramírez, Mario Ariosa, Antonio Castañón, Carlos Blanco, Earl “Piel Roja” Taborn, Guillermo “Huevito” Álvarez, Reynaldo Verde, Gonzalo “El Apagón” Morales, Ricardo “Chamaco” Garza, Rafael “Chino” López, Jaime “El Loco” Abad, Manuel Fuentes, Octavio Favela, Ernesto Cortés, Federico Cortés, Isidro Ortiz y el propio Santos Amaro en cuanto a jugadores de campo. En el departamento de pitcheo, el hombre importante en esa temporada fue Guillermo “Don Pantalones” López, quien tuvo números de 19 ganados por 8 perdidos, y un porcentaje de carreras limpias admitidas de 2.94, le siguieron importantes lanzadores como Lino Donoso (18-11), Guadalupe Ortegón, Fernando Sánchez, Pedro Ramírez, Marín Moreno y Héctor “Pepino” Azamar.

#### 1961
"EL PODER DE AL PINKSTON"
Nueve años tuvieron que transcurrir para que los Rojos del Águila volvieran a ganar un gallardete de la LMB, en esta ocasión fue conquistado en 1961 nuevamente bajo la conducción del cubano Santos Amaro. En esta temporada, surgió la magia del tremendo aporreador estadounidense Alfred Pinkston que llegó procedente de los Diablos Rojos del México, quien con sólido trabajo en el orden al bat, llevó consigo al Águila a la conquista de un nuevo campeonato. Pinkston, según sus números y quienes tuvieron la fortuna de verlo jugar, fue tremendo pelotero, pues bateó ese año para .374, asimismo habría de destacar la explosiva labor del cubano Witremundo “Witty” Quintana que ese año fue el campeón de cuadrangulares de la liga con 23 palos de vuelta entera.
Igualmente en esta temporada fueron importantes los siguientes bateadores que estuvieron por encima del .300 de porcentaje: Asdrúbal Baró, Miguel “Pilo” Gaspar y William Berzunza, le siguieron por abajo del promedio mágico Felipe Montemayor, Ernesto “Natas” García, Pablo Bernard, Mario Ariosa, Ramiro Caballero, Witremundo Quintana, Ronaldo “Ronnie” Camacho, Mario Luna, Juan de Dios Villareal y Felipe Hernández Esquivel. En el pitcheo, nació una "leyenda", pilar para el logro conquistado por el equipo en esa temporada como lo fue Ramón “Tres Patines” Arano, quien logró récord de 11 ganados por 3 perdidos y un porcentaje de carreras limpias admitidas de 3.72, le siguieron también con buenas labores: Williams de Jesús (11-8), Lino Donoso (10-6), Silvio Castellanos (14-14), Rodolfo Álvaro (11-6), Guillermo López, Aubrey Grigsbi, Pablo Montes de Oca, Lázaro Uscanga, Guillermo Vázquez, Julián Ladera y Pedro Montané.

#### 1970
"EL QUINTO CAMPEONATO"
Como si fuera una cábala o algo predestinado, pasaron igualmente otros 9 años hasta 1970 para que se consiguiera nuevamente otro campeonato.
En esta ocasión, los Rojos del Águila fueron dirigidos una vez más por un cubano, Enrique Izquierdo quien logró conducirlos al campeonato.
Brillaron figuras importantes, de eso no hay duda, pero en términos generales fue un año parejo en cuanto a logros individuales, si acaso se destaca la labor del cubano Rogelio “El Borrego” Álvarez quien con 33 cuadrangulares fue el campeón de la liga en ese departamento, además de batear para .288 de porcentaje.
Hubo tres jugadores que batearon por encima del .300 de porcentaje: Emilio Sosa (.328), Roberto “El Ingeniero” Ortiz (.305) y Rolando Camarero (.304). Además de otros bateadores como: Nicolás Vázquez, Rogelio Álvarez, Francisco Rodríguez Ituarte, Wilfredo Arano, Francisco Chávez, Enrique Izquierdo, José Manuel Hernández, Porfirio Ruiz, Tobías Santos, Rufino Reyes, José Reyes Cruz, Joaquín Santiago, Natanael Alvarado, Ernesto García, Olindo Rojas, Octavio Salgado, Octavio Orozco, Héctor Rodríguez, Esteban Valtierra y Carlos Burgos.
En el pitcheo destacaron: Jesús Rizales (12-6), César Díaz (10-8), Alberto Osorio (10-7), Luis Malpica (9-9), Blas Mazón (13-13), así como Ramiro Muñoz, René Chávez, Francisco López, Octavio Salgado, Héctor Brito, Raúl Balcázar, Juan de Jesús Quintana, Juan Burgos y Felipe Antonety.
El nivel competitivo fue alto en esta campaña con la participación de 10 equipos divididos en dos zonas, la Sur y la Norte; en donde se dio la serie de campeonato entre los líderes de zona o los campeones de cada sector. Los Rojos del Águila de Veracruz se impusieron en la serie final a los Diablos Rojos del México por 4 juegos a 2, coronándose en el desaparecido Parque Deportivo Veracruzano ante la algarabía de la afición local.

#### 2012
"LA SEXTA ESTRELLA"
Tras 42 años de sequía, y antecedidos por una gran temporada como lo fue la del 2011 en que llegaron a la Serie de Campeonato de la Zona Sur; los Rojos del Águila de Veracruz lograron conquistar el campeonato de la Liga Mexicana de Béisbol por sexta ocasión en su historia. Con la base del equipo del 2011, y con la adición de grandes jugadores en la recta final de la temporada como la del dominicano Lorenzo Barceló, el cual fue elegido como el jugador más valioso de la Serie Final ("Serie del Rey"), y que terminó con marca de seis ganados y cero perdidos en la postemporada, además del venezolano Frank Díaz, el boricua Carlos Rivera y el veracruzano José Cobos, el Ave Roja logró conformar un equipo muy sólido. Además de los 4 refuerzos mencionados, nombres como los de Jorge "El Negro" Guzmán, el venezolano José Castillo, el jarocho Humberto Sosa, José Guadalupe Chávez, José Castañeda, el veracruzano Enrique "La Víbora" Osorio, José Manuel Orozco, Carlos Ibarra, Leo Rodríguez, el veracruzano Francisco Rivera, el venezolano naturalizado mexicano Pedro Castellano, el curazoleño naturalizado mexicano Sharnol Adriana, además de los novatos Yoshio Torres y César del Ángel en el rubro de los bateadores; y los lanzadores Tomás Solís, quien fue el líder de victorias de la temporada, el dominicano Jailén Peguero, quien fue el líder de salvamentos de la campaña, Víctor Álvarez, Manuel Flores, el veracruzano Rodolfo Aguirre, Héctor "El Choco" Navarro, Leo Moreno, el veracruzano Carlos Santamaría, Luis de la O, así como los juveniles Remberto Romo, Jesús Barraza y José Domínguez, bordaron sus nombres en letras de oro al ser el Roster de jugadores que lograron la sexta estrella para los Rojos del Águila.
Mención aparte se merece el mánager Pedro Meré, quien tomó al equipo poco después de media temporada. El "Príncipe del Mango", continuó con la labor iniciada por el boricua Orlando Merced, el cual fue suspendido por la liga el resto de la campaña. Meré, quien venía antecedido por haber logrado 3 campeonatos con los Brujos de Los Tuxtlas en la Liga Invernal Veracruzana, se coronó como mánager en su debut en la Liga Mexicana de Béisbol, además de convertirse en el primer dirigente mexicano que lo hace con el Ave Roja, ya que los 5 campeonatos anteriores del equipo jarocho fueron bajo la conducción de mánagers cubanos.
El miércoles 29 de agosto de 2012 quedará para la historia, ya que será recordado porque ese día la Máquina Roja del Puerto ganó su sexto campeonato, al derrotar en el séptimo juego de la serie a los Rieleros de Aguascalientes por 8 a 1 en un abarrotado Parque Deportivo Universitario "Beto Ávila".
Ahora los Rojos del Águila de Veracruz presumirán en sus vitrinas la Copa Zaachila, trofeo al campeón de la LMB.
El viernes 31 de agosto de 2012 y como colofón a la gran temporada de los Rojos del Águila, campeones 2012 de la LMB, fueron recibidos por el gobernador Javier Duarte de Ochoa, más tarde recorrieron el bulevar Manuel Avila Camacho el principal del puerto para agradecer el apoyo de su afición. Un verdadero carnaval.
Duarte dio una recepción a los nuevos reyes de la LMB en la Sala de Banderas. Luego hubo una comida donde los peloteros convivieron con el gobernador y con los directivos del Ave Roja.
A las 18 horas, hubo una misa de Acción de Gracias en el Parque Deportivo Universitario "Beto Ávila", y al filo de las 20 horas, un convoy con los campeones de la LMB desfiló por las principales calles del puerto, donde miles de fanáticos se dieron cita para vitorear a sus ídolos. La caravana con los nuevos poseedores de la Copa Zaachila recorrió desde la Plaza de los Valores hasta la Macroplaza del Malecón.
Cabe destacar que debido a la gran actuación que tuvo el lanzador Tomás Solís la LMB lo designó como el Pitcher del Año, asimismo el dominicano Jailén Peguero obtuvo el reconocimiento como el Relevista del año. Finalmente en el marco de la XLII Convención Nacional del Béisbol Mexicano realizada en Villahermossa, Tabasco; José Antonio Mansur Galán, presidente del Consejo de Administración de los Rojos del Águila obtuvo el trofeo al Ejecutivo del Año.

### Década de los 80: el regreso
Después de que a mediados de los años 70, Pablo Machado quien era en ese entonces el dueño del equipo decidió llevarse al Águila para convertirlo en los Rieleros de Aguascalientes, a principios de los años 80 el equipo regresó nuevamente al Puerto de Veracruz, y durante ese transcurso la novena tuvo entre sus filas a directivos de la talla de Fernando Pazos Sosa, Armando Rodríguez, "Beto” Ávila, Mario Ariosa y Carlos Sosa Lagunes; sin embargo el equipo transcurrió sin pena ni gloria hasta la temporada de 1986, cuando en aquel entonces Evelio Brito, dueño del equipo, desmanteló al mismo a mitad de temporada para finalmente desaparecerlo al final de esa campaña.
Destacaron durante ese período jugadores de la talla de: George Brunet, Blas Santana, Fernando Elizondo, Vicente Palacios y Héctor Madrigal entre otros.

### Década de los 90´s
Después de una ausencia de 6 años, los Rojos del Águila retornaron a Veracruz en 1992 bajo el auspicio de la organización de Vicente Pérez Avellá, y con el apoyo de Dante Delgado Rannauro gobernador del estado en ese entonces; Pérez Avellá, mantuvo al equipo de manera competitiva durante las temporadas de 1993 y 1994.
En 1993, los Rojos calificaron a la postemporada, pero cayeron ante los Diablos Rojos del México por 4 juegos a 0 en la primera serie de play-off.
En 1994, el equipo calificó al play-off en segundo lugar de la zona sur, y ganó la primera serie de postemporada de manera "cardíaca" ante los Piratas de Campeche por 4 juegos a 3 ante un abarrotado Parque Deportivo Universitario "Beto Ávila" que es la sede del Águila desde 1992; sin embargo cayeron estrepitosamente en la final de zona ante los Diablos Rojos del México por 4-0.
Para la temporada de 1995, ya sin el apoyo del gobernador del estado en ese entonces Patricio Chirinos Calero, el equipo se desmanteló a mitad de temporada, para finalmente emigrar del puerto y convertirse en los Petroleros de Poza Rica para la campaña de 1996.
Durante ese período de 1992 a 1995, destacaron jugadores como el dominicano Manny Hernández, Miguel Muñoz, Juan Luévano, Leo Meza, Heriberto García, el estadounidense Matt Stark y Carlos “El Gato” Gastélum entre otros. Además del debut de Rodrigo López en la LMB.
Para finales de 1998, y al inicio del sexenio del gobernador del estado Miguel Alemán Velasco, se anunció el retorno del Águila después de 4 años de ausencia para la temporada 1999 de la LMB, al adquirir el gobierno del estado la franquicia de los Mayas de Chetumal. Por órdenes del gobernador, fueron designados Antonio Chedraui Mafud como presidente de la organización, y Gustavo Souza Escamilla como el Gerente General.

### Década del 2000
Durante la gestión de Antonio Chedraui y Gustavo Souza, se logró calificar a la postemporada en solo dos ocasiones, que fueron en las campañas del año 2000 y del año 2002.
En el año 2000, el Águila empezó dando la gran sorpresa al ponerse 2 juegos contra 0 sobre los poderosos Diablos Rojos del México, sin embargo los Pingos ganaron los siguientes 4 juegos dejando a los emplumados fuera en la primera ronda del play-off.
En el año 2002, los Rojos nuevamente calificaron al play-off, sin embargo los del Puerto fueron barridos por los Guerreros de Oaxaca 4 juegos a 0 en la primera ronda de la Postemporada.
En el transcurso de 1999 a 2004, destacaron algunos jugadores como Eleazar Mora, Luis Fernando “Pecas” Morales, Alfredo “Tyson” Meza, el estadounidense Mark Whiten y el venezolano Lino Connell entre otros.
Para finales del año 2004, al inicio del sexenio del gobernador Fidel Herrera Beltrán, y después de una serie de rumores sobre la posible partida del equipo una vez más del Puerto, el gobierno del estado realizó una encuesta ante la opinión pública para determinar el futuro del equipo. Al final de esa encuesta, se determinó que el equipo seguiría siendo propiedad estatal en un 51% para asegurar se estadía en Veracruz, y vendió el restante 49% de las acciones al Grupo Empresarial Denim cuyo asesor deportivo era José Antonio Mansur Beltrán; pero esta sociedad con el Grupo Denim solo duró una temporada, que fue la del año 2005, para posteriormente dejar la administración del equipo en manos de José Antonio Mansur Beltrán, dueño del 49% de las acciones del Club en la actualidad.
Durante esta gestión, solo se ha logrado calificar a la postemporada en una sola oportunidad, que fue precisamente en su primer año de administración en el año 2005.
En el 2005, los "Aguiluchos" calificaron como sexto lugar de la zona Sur (En esa temporada calificaban 6 equipos por zona), teniendo una carrera "parejera" en contra de los Pericos de Puebla para lograr el último boleto hacia la postemporada, a los cuales dejaron fuera por el criterio de desempate de dominio entre ambos equipos, no obstante haber tenido el mismo porcentaje de ganados y perdidos entre los dos escuadrones. Sin embargo, el sueño terminó rápido para los porteños al caer nuevamente por barrida ante los Tigres de la Angelópolis por 4-0 en la primera ronda de la postemporada, sumando con esa eliminación 12 derrotas consecutivas en play-off para la organización emplumada.
Durante la actual administración, los jugadores que se han destacado y que se han identificado con la afición son: el dominicano Willis Otáñez, Emigdio López y Santiago “El Tato” González. Para la temporada 2008 llegó al equipo el ex "bigleaguer" José Offerman.

### Década actual

#### Temporada 2010
En lo que va de la década actual, los Rojos del Águila han sido luz y sombra en lo que respecta a sus resultados deportivos, ya que en la Temporada 2010 tuvieron una de sus peores campañas al obtener un récord de 39 ganados por 66 perdidos, y un porcentaje de .371. Siendo además el penúltimo de la liga solo por arriba de los Tecolotes de Nuevo Laredo, los cuales jugaron para .308 de porcentaje. No obstante la mala temporada, destacaron el dominicano Víctor Díaz y Jorge Guzmán, líder y sublíder de cuadrangulares en la LMB con 29 y 22 respectivamente. Además el dominicano fue también el líder de carreras producidas con 96.

#### Temporada 2011
Para la Temporada 2011, los Rojos obtuvieron en el draft de peloteros que realizó la LMB a Francisco Méndez y Manuel Bobadilla, ambos procedentes de los Dorados de Chihuahua. Posteriormente se hizo de los servicios del experimentado Lanzador Juan Acevedo. Estos refuerzos, aunados a algunos buenos jugadores que ya estaban el club, hicieron que el equipo porteño consiguiera el tercer lugar de la Zona Sur con un récord de 54 ganados por 49 perdidos, y un porcentaje de .524. Además los Aguiluchos fueron el mejor pitcheo colectivo de la liga con una efectividad de 4.24. Todo esto bajo la dirección del Mánager cardelense Daniel Fernández, el cual fue contratado para esta campaña.
En el renglón individual, por segunda temporada consecutiva el equipo jarocho tuvo entre sus filas al líder de cuadrangulares de la LMB, en esta ocasión el ensenadense Jorge El Negro Guzmán conectó 39 palos de vuelta entera. Cabe mencionar, que además del liderato de cuadrangulares, el "Negro" Guzmán impuso marca de más Home runs conectados por un jugador del Águila, superando los 33 que antes habían conseguido el cubano Rogelio "Borrego" Álvarez en 1970, y el estadounidense Mark Whiten en la Temporada 2001. Además de Jorge Guzmán que también logró 97 carreras producidas, otros de los jugadores que destacaron en esta campaña fueron el dominicano Víctor Díaz, el cual conectó 34 cuadrangulares y consiguió 89 carreras producidas, así como el Lanzador Joel Vargas que obtuvo 11 victorias y una efectividad de 3.60.

##### Postemporada 2011
En la primera ronda de los Playoffs, el Ave Roja se enfrentó a los Piratas de Campeche, a los cuales derrotó en una reñida serie por 4 juegos a 3, logrando la clasificación a la Serie de Campeonato de la Zona Sur en calidad de visitante, en el Estadio Nelson Barrera Romellón de Campeche, Campeche. Cabe destacar que la Máquina Roja del Puerto no ganaba una serie de postemporada, desde la campaña de 1994, en la que casualmente derrotaron a los mismos Piratas en 7 juegos, solo que en esa ocasión se clasificaron como locales en el Parque Deportivo Universitario "Beto Ávila" de Veracruz, Veracruz. Desafortunadamente en la Serie de Campeonato de la Zona Sur, los Rojos porteños cayeron ante los Tigres de Quintana Roo por 4 juegos a 2, concluyendo de esta manera una gran temporada para el club veracruzano.

#### Temporada 2012
Al concluir el rol regular de la temporada 2012, el equipo porteño terminó en la segunda posición de la Zona Sur con récord de 67 ganados, 44 perdidos y un juego empatado para un porcentaje de .604, además fue el mejor pitcheo colectivo de la liga con una efectividad de 3.69, ganando este departamento por segunda campaña consecutiva. Asimismo su pitcheo colectivo consiguió 12 blanqueadas, logrando también el liderato de la liga en este rubro. Otras de las categorías que ganó el cuerpo de lanzadores del equipo emplumado fueron el de entradas lanzadas con 990.2, y el de salvamentos con 36, este último compartido con los Olmecas de Tabasco. Cabe mencionar que la última vez que la escuadra porteña había jugado por arriba de .600 fue en 1952, 60 años antes cuando fueron campeones por tercera ocasión en el circuito.
En el renglón individual, el lanzador mochitense Tomás Solís obtuvo el liderato de blanqueadas con 2, y el de juegos ganados al concluir con marca de 14-4 en ganados y perdidos, título que compartió (juegos ganados) con el lanzador regiomontano Humberto Montemayor de los Rieleros de Aguascalientes, el cual terminó con récord de 14-6. Además contaron también con el líder de salvamentos de la liga en la persona del dominicano Jailén Peguero, el cual obtuvo 35 rescates.
Aparte de los tres títulos individuales que consiguieron los emplumados en los departamentos de blanqueadas, juegos ganados y juegos salvados, cabe destacar que cuatro de sus lanzadores abridores (durante toda la campaña) le brindaron al equipo la oportunidad de acumular 41 triunfos de los 67 conseguidos en todo el torneo, ya que aparte de las 14 victorias de Tomás Solís, destacaron también Manuel Flores quien ganó 11 juegos y perdió 5, Víctor Álvarez que ganó 9 juegos y perdió 2, y Rodolfo Aguirre que ganó 7 juegos y perdió 6, un dato revelador de lo bueno y consistente que fue el pitcheo del Ave Roja en la campaña regular.
Otro dato a resaltar es que la novena jarocha comenzó la temporada bajo las órdenes del mánager puertorriqueño Orlando Merced, el cual desafortunadamente fue suspendido por la liga el resto de la campaña, por un acto de indisciplina previo al juego entre los Rojos del Águila y los Diablos Rojos del México, efectuado el domingo 10 de junio en el Foro Sol de la Ciudad de México. Debido a esta situación, el otrora coach de bateo del equipo, Pedro Meré Cárdenas, tuvo que tomar el timón de la nave veracruzana.

##### Postemporada 2012
En la primera ronda de los Playoffs, los Aguiluchos derrotaron a los Olmecas de Tabasco por 4 juegos a 1, logrando de esta manera disputar la Serie de Campeonato de la Zona Sur por segunda temporada consecutiva.
En la Serie de Campeonato de la Zona Sur, el Ave Roja derrotó a los Tigres de Quintana Roo por 4 juegos a 2, llegando a la Serie Final de la Liga Mexicana de Béisbol ("Serie del Rey") tras 42 años de ausencia. Cabe destacar la gran actuación que tuvo el lanzador dominicano Lorenzo Barceló, el cual cinceló par de joyas monticulares en la Serie de Campeonato de la Zona Sur, para ayudar a los Rojos del Águila a obtener su pasaporte a la Serie del Rey de la Liga Mexicana de Béisbol.
En la Serie del Rey, los Rojos del Águila se enfrentaron a los Rieleros de Aguascalientes, a los cuales derrotaron en una reñida serie final por 4 juegos a 3, logrando conquistar el equipo jarocho su sexto campeonato en la Liga Mexicana de Béisbol. El trofeo de Jugador Más Valioso fue para el lanzador dominicano Lorenzo Barceló, el cual obtuvo dos victorias fundamentales en la Serie del Rey. La nominación para Barceló, quien terminó la postemporada con récord de 6-0, fue una distinción apenas por encima del veracruzano Humberto Sosa, cañonero quien lució con cinco producidas en el Juego 4 y con batazos clave en el Juego 6, en las votaciones de la prensa especializada.

#### Temporada 2013
Al concluir el rol regular de la temporada 2013, el equipo porteño terminó en la cuarta posición de la Zona Sur con récord de 56 ganados y 57 perdidos para un porcentaje de .496, además fue el mejor pitcheo colectivo de la liga con una efectividad de 4.16, ganando este departamento por tercera campaña consecutiva.
Cabe mencionar que el equipo comenzó la temporada bajo la dirigencia del mánager veracruzano Pedro Meré, sin embargo este fue despedido tras el inicio negativo que tuvo la novena jarocha con una marca de 1 juego ganado y 10 perdidos, mismo que fue sustituido interinamente por el puertorriqueño Eddie Castro, quien fungía como entrenador de bateo. Posteriormente el también boricua Lino Rivera se hizo cargo de la conducción del equipo emplumado, no obstante este también fue despedido por los malos resultados que obtuvo. Finalmente Eddie Castro se quedó al mando de forma definitiva.

##### Postemporada 2013
En el juego de comodines, el equipo porteño se enfrentó a los Olmecas de Tabasco en el Parque Deportivo Universitario "Beto Ávila", a los cuales derrotó por 6 a 5, logrando de esta manera clasificar a la ronda de playoffs por tercer año consecutivo.
En la primera ronda de los Playoffs, los Aguiluchos derrotaron a los Delfines del Carmen por 3 juegos a 1, logrando de esta manera disputar la Serie de Campeonato de la Zona Sur por tercera temporada consecutiva. En la Serie de Campeonato de la Zona Sur, los porteños se enfrentaron por tercera campaña consecutiva a los Tigres de Quintana Roo, ante los cuales cayeron por 4 juegos a 2.

### Desaparición
El miércoles 27 de septiembre de 2017 en la Asamblea de Presidentes de la Liga Mexicana de Béisbol, se aprobó la mudanza del equipo que el próximo año jugaría bajo el mote de Tecolotes de los Dos Laredos, ya que tendría como sedes las ciudades de Nuevo Laredo, Tamaulipas y Laredo, Texas.

### Regreso a la LMB
En el año 2020, el presidente de México Andrés Manuel López Obrador anunció que El Águila de Veracruz regresará para la temporada 2021 junto con el equipo Mariachis de Guadalajara,  gracias a la expansión, a partir de esa temporada, de 16 a 18 equipos en el circuito veraniego.

#### Temporada 2021
Al concluir el rol regular de la temporada 2021, el equipo porteño terminó en la cuarta posición de la Zona Sur con récord de 35 ganados y 31 perdidos para un porcentaje de .530, por lo que se logra acceder a postemporada, para el retorno, el equipo se reforzó con la estrella cubana Yasiel Puig, al igual que el brasileño Paulo Orlando, el dominicano Jesús Valdez, campeón en dobles de esa temporada, y el pitcher sudafricano Dylan Unsworth, el cual lanzó un No Hitter en casa contra México. El equipo logró un triple play y un ciclo completo en esa misma campaña contra los Guerreros de Oaxaca y los Diablos Rojos de México respectivamente. En la temporada del retorno el equipo es dirigido por el mánager debutante Leonardo Rodríguez III. El poder de este equipo es el bateo, liderados por el venezolano Alexi Amarista, los dominicanos Héctor Gómez y Jesús Valdez y el cubano Yasiel Puig.

##### Postemporada 2021
En la primera ronda de los Playoffs, el Ave se enfrentó a los Leones de Yucatán,en la cual cayo derrotado en una reñida serie por 4 juegos a 2, logrando la clasificación a la Serie de Zona de la Zona Sur, en el Parque Kukulcán Alamo. A su vez se logra clasificar como el mejor perdedor de Zona Sur, por lo que se enfrenta a los Diablos Rojos de México, en la cual el glorioso cae derrotado en la serie por 4 juegos a 1.

##### Temporada 2022
Al finalizar la temporada 2022, el glorioso termina en la sexta posición de la Zona Sur con récord de 41 ganados y 48 perdidos para un porcentaje de .461, por lo que se logra acceder a postemporada, el equipo sufre las partidas de los peloteros Yasiel Puig, Paulo Orlando y el pitcher sudafricano Dylan Unsworth. En esta temporada el equipo es dirigido por el mánager debutante Emmanuel Valdez. El poder nuevamente es el bateo, liderados por los venezolanos Alexi Amarista, Niuman Romero, y el dominicano Jesús "Cacao" Valdez. Cabe mencionar que el pitcher debutante, el relevista sonorense Luis Márquez, fue líder de victorias en LMB de la temporada con un margen de 9-1, fue nombrado el novato del año al concluir la temporada.

##### Postemporada 2022
En la primera ronda de los Playoffs, el Aguila se enfrentó a los Diablos Rojos de México,en la cual cayo derrotado por 4 juegos a 0, terminando con la campaña 2022 para el Ave.

##### Temporada 2023
Al término de la temporada 2023, el equipo termina en la tercera posición de la Zona Sur con récord de 48 ganados y 40 derrotas y con porcentaje de .545 por lo cual se logra acceder a postemporada por tercera vez seguida. El equipo empieza bajo el mando del experimentado mánager Matias Carrillo, pero es cesado a mitad de temporada siendo sustituido por el venezolano Néstor Rojas, que bajo la dirección de este el equipo empieza a dar buenos espectáculos y comienzan a ganar partidos, el equipo se le apoda la "Nestoreta". Para esta campaña se dan las bajas de los venezolanos Niuman Romero, Alexi Amarista y del relevista campeón en 2022 Luis Márquez, a lo que se refuerza con los experimentados dominicanos Esmil Rogers, Edwin Espinal, Olbis Parra, Junior Lake y el ganador de bases robadas del año Gustavo Nuñez, de igual manera con el tercera base italiano Alex Liddi. En esta campaña el equipo lanza dos No Hitter uno a cargo del experimentado lanzador David Reyes y el combinado de Alejandro Soto, Samuel Zazueta, Gerardo Gutiérrez y el venezolano Yapson Gómez siendo el único sin hit combinado en la historia de la franquicia.

##### Postemporada 2023
En la primera ronda de los Playoffs, el Glorioso se enfrenta a los Pericos de Puebla,en el cual caían en la serie 3-0 logrando una de las mejores remontadas en la LMB ganando 4 partidos al hilo, logrando la clasificación a la Serie de Zona de la Zona Sur. En Serie de Zona los porteños se enfrentan a los Leones de Yucatán, en el cual el Águila cae derrotado en la serie 4-1, concluyendo una de las mejores temporadas del equipo desde su retorno al circuito veraniego.

##### Temporada 2024
Al concluir la temporada 2024, los porteños terminan en quinto lugar de la Zona Sur con record de 46 ganados y 44 perdidos y con porcentaje de .511 por lo que el equipo pasa a postemporada de LMB. El ave sorprende con el retorno del cubano Yasiel Puig , y del mexicano Luis Márquez  al igual se refuerza con el canadiense Connor Panas, y el experimentado manager Juan José Pacho. La temporada comienza con altibajos por lo que  se da el cese del manager a mitad de temporada, siendo relevado por un viejo conocido por la afición Néstor Rojas, con la llegada de Rojas el equipo comienza a mejorar el nivel de juego mostrado por lo cual se logra accede a playoffs con dos partidos aun por jugar, para el final de temporada llega al equipo el pelotero colombiano Tito Polo  al igual que el lanzador cubano Lázaro Blanco, los cuales logran buenos resultados en el equipo. En esta campaña se da el record de 5 cuadrangulares conectados en un inning, al igual de contar con el líder de WHIP de la liga David Reyes y el campeón del Home Run Derby de la LMB, Yasiel Puig el cual lo da en el nido el Parque Deportivo Universitario Beto Avila.

##### Postemporada 2024
En la primera ronda de los Playoffs, el Aguila se enfrentó a los Conspiradores de Querétaro,en la cual perdió por 4 juegos a 1, concluyendo con la campaña 2024 para los porteños.

##### Temporada 2025
Al concluir la temporada 2025, el ave termina en quinto lugar de la Zona Sur con récord de 44 ganados y 48 perdidos y con porcentaje de .478 por lo que el equipo pasa a postemporada de LMB. En los 100 años de la liga, el ave sorprende con la llegada de Yangervis Solarte y los dominicanos Socrates Brito y Dinelson Lamet, al igual que otros jugadores extranjeros, al igual comienza con un nuevo director deportivo el inefable Marcelo Garza. La temporada comienza con altibajos por lo que  se da el cese del manager Nestor Rojas a principios de la temporada de temporada, siendo relevado por un el ultimo manager que hizo campeón al Aguila, el experimentado de Medellin; Pedro Meré, con lo cual el equipo da una serie de altibajos, a mitad de temporada se da la destitución de Garza, ya que en un acto de venganza vendio a jugadores importantes al cuadro de Yucatan, viéndose inmiscuido en la salida de Solarte. Al igual se vende al pitcher estrella David Reyes quien pasa a los Toros de Tijuana, se da el regreso del zurdo Luis Marquez y de los pitchers estadounidenses Nick Garderwine y Connor Curlis, al igual del puertorriqueño Dereck Rodriguez y el cubano Luis Romero proveniente de Queretaro. El principe del mango los logra meter a los playoffs del circuito veraniego.

##### Postemporada 2025
En la primera ronda de los Playoffs, el ave roja se enfrentó a los Guerreros de Oaxaca,en la cual perdió por 4 juegos a 0, concluyendo con la campaña 2025 para el águila.

## Estadio
El Águila juega en el Parque Deportivo Universitario "Beto Ávila" con capacidad para 7,319 espectadores. Inaugurado en año de 1992 y remodelado en dos ocasiones 2007 y en el 2021 para el regreso del equipo a la Liga Mexicana de Béisbol. Sus dimensiones son de 325 ft por el jardín izquierdo, 400 ft por el jardín central y 325 ft por el jardín derecho.

## Jugadores

### Roster actual
Actualizado al 5 de agosto de 2025.
| El Águila de Veracruz Roster 2025        |    |                                    |                      |
| C U E R P O T É C N I C O                |    |                                    |                      |
| 'Mánager'                                | 4  | Bandera de México                  | Pedro Merè           |
| 'Coach de Banca '                        | 16 | Bandera de la República Dominicana | Jesus Valdez         |
| 'Coach de Bateo'                         | 55 | Bandera de Venezuela               | Romulo Martinez      |
| 'Coach de Pitcheo'                       | 46 | Bandera de México                  | Eleazar Mora         |
| J U G A D O R E S                        |    |                                    |                      |
| PITCHERS                                 |    |                                    |                      |
| Batea: D / Tira: D                       | 27 | Bandera de México                  | Braulio Torres-Perez |
| Batea: Z / Tira: Z                       | 17 | Bandera de Panamá                  | Andy Otero           |
| Batea: Z / Tira: Z                       | 73 | Bandera de México                  | Orlando Lara         |
| Batea: Z / Tira: Z                       | 59 | Bandera de Puerto Rico             | Dereck Rodriguez     |
| Batea: D / Tira: D                       | 98 | Bandera de México                  | Alejandro Trujillo   |
| Batea: Z / Tira: Z                       | 44 | Bandera de Estados Unidos          | Connor Curlis        |
| Batea: D / Tira: D                       | 31 | Bandera de México                  | Victor Buelna        |
| Batea: D / Tira: D                       | 88 | Bandera de Estados Unidos          | Nicklaus Gardewine   |
| Batea: D / Tira: D                       | 60 | Bandera de México                  | Jesus Anguamea       |
| Batea: D / Tira: D                       | 61 | Bandera de Estados Unidos          | Ryan Meisinger       |
| Batea: D / Tira: D                       | 32 | Bandera de la República Dominicana | Esmil Rogers         |
| Batea: D / Tira: D                       | 26 | Bandera de México                  | Norman Elenes        |
| Batea: D / Tira: D                       | 47 | Bandera de Cuba                    | Luis Romero          |
| Batea: Z / Tira: Z                       | 41 | Bandera de México                  | Luis Marquez         |
| Batea: Z / Tira: Z                       | 70 | Bandera de México                  | Vidal Nuño           |
| Batea: D / Tira: D                       | 63 | Bandera de Venezuela               | Osmer Morales        |
| Batea: D / Tira: D                       | 99 | Bandera de la República Dominicana | Jonathan Aro         |
| Batea: D / Tira: D                       | 12 | Bandera de México                  | Mario Jimenez        |
| CATCHERS                                 |    |                                    |                      |
| Batea: D / Tira: D                       | 6  | Bandera de Estados Unidos          | Saul Garza           |
| Batea: D / Tira: D                       | 21 | Bandera de México                  | Miguel Ojeda         |
| Batea: D / Tira: D                       | 72 | Bandera de México                  | Juan Uriarte         |
| INFIELDERS                               |    |                                    |                      |
| Primera base - Batea: Z / Tira: D        | 9  | Bandera de Venezuela               | David Rodriguez      |
| Primera base - Batea: D / Tira: Z        | 46 | Bandera de la República Dominicana | Carlos Franco        |
| Segunda base - Batea: A / Tira: D        | 10 | Bandera de la República Dominicana | Arismendy Alcántara  |
| Tercera base - Batea: A / Tira: D        | 3  | Bandera de Estados Unidos          | Niko Vazquez         |
| Segunda base - Batea: A / Tira: D        | 13 | Bandera de México                  | Carlos Arellano      |
| Tercera base - Batea: Z / Tira: D        | 35 | Bandera de Venezuela               | Breyvic Valera       |
| Parador en corto - Batea: Z / Tira: D    | 36 | Bandera de Venezuela               | Edwin Garcia         |
| OUTFIELDERS                              |    |                                    |                      |
| Jardinero central - Batea: Z / Tira: D   | 77 | Bandera de Venezuela               | Diego Rincones       |
| Jardinero central - Batea: D / Tira: D   | 30 | Bandera de la República Dominicana | Sócrates Brito       |
| Jardinero izquierdo - Batea: D / Tira: D | 41 | Bandera de México                  | Daniel Montaño       |
| Jardinero central - Batea: Z / Tira: D   | 7  | Bandera de Venezuela               | Herlis Rodriguez     |
| Jardinero central - Batea: D / Tira: D   | 74 | Bandera de México                  | Luis Partida         |
| Jardinero derecho - Batea: Z / Tira: Z   | 66 | Bandera de Estados Unidos          | Ricardo Céspedes     |

### Jugadores destacados
El Águila ha tenido entre sus filas a grandes estrellas a lo largo de su historia, con nombres de primera magnitud como: Martín Dihigo, Santos Amaro, Mario Ariosa, Lino Donoso, Alfred Pinkston, Guillermo "Don Pantalones" López, Pedro "Charrascas" Ramírez, Miguel "Becerril" Fernández y Ramón Arano. Posteriormente tuvieron otras figuras como: Miguel "Pilo" Gaspar, Francisco "Chico" Rodríguez, Rogelio "Borrego" Álvarez, Guillermo "El Huevito" Álvarez, David Reyes "El Rey" ,Roberto "El Guajiro" Ortiz, Rolando Camarero, Yasiel "El Caballo Loco" Puig  entre otros.
| Jugador                                 |
| --------------------------------------- |
| Martín Dihigo "El Maestro"(1)           |
| Santos Amaro "El Canguro"               |
| Mario Ariosa                            |
| Miguel "Becerril" Fernández             |
| Guillermo Álvarez "El Huevito"          |
| Pedro Ramírez "Charrascas"              |
| Guillermo López "Don Pantalones"        |
| Alfred Pinkston "Al"                    |
| Miguel Gaspar "Pilo"                    |
| Ramón Arano "Tres Patines"              |
| Rogelio Álvarez "Borrego"               |
| Roberto Ortiz "El Ingeniero"            |
| Lino Donoso "Chucumite"                 |
| Francisco Rodríguez "Chico"             |
| Rolando Camarero "El Caballo de Hierro" |
| René González(2)                        |
| Lorenzo Barcelo                         |
| Yasiel Puig "El Caballo Loco"           |
| David Reyes "El Rey"                    |

### Novena elegida para los 100 años de la Liga Mexicana
| Jugador                                                     |
| ----------------------------------------------------------- |
| Humberto Sosa Catcher                                       |
| Rogelio Álvarez "Borrego" 1ª Base                           |
| Mario Ariosa 2ª Base                                        |
| Roberto Ortiz "El Ingeniero" 3ª Base                        |
| Francisco Rodríguez "Chico" Parador en Corto                |
| Rolando Camarero "El Caballo de Hierro" Jardinero Izquierdo |
| Enrique Osorio "La víbora" Jardinero Central                |
| Alfred Pinkston "Al" Jardinero Derecho                      |
| Jorge Guzman "El Negro" Bateador Designado                  |
| Martín Dihigo "El Maestro"(1) Pitcher inicial               |
| Sixto Baez Cerrador                                         |
| Ramón Arano "Tres Patines" Rotacion                         |
| Alberto Osorio "Mamavila" Rotacion                          |

### Números retirados
La organización veracruzana ha distinguido a algunos de sus jugadores al retirar los números que usaban en sus uniformes, entre ellos están:
| Número | Jugador                              | Nacionalidad   |
| ------ | ------------------------------------ | -------------- |
| 1      | Roberto "Ingeniero" Ortiz            | mexicano       |
| 5      | Mario Ariosa                         | cubano         |
| 8      | Alfred "Al" Pinkston                 | estadounidense |
| 10     | Francisco "Chico" Rodríguez          | mexicano       |
| 11     | Martin "Maestro" Dihigo              | cubano         |
| 19     | Santos "Canguro" Amaro               | cubano         |
| 25     | Rolando "Caballo de Hierro" Camarero | mexicano       |
| 34     | Pedro "Charrascas" Ramìrez           | mexicano       |

### Novatos del año
La organización veracruzana ha tendido entre sus filas a 7 jugadores que lograron el nombramiento de Novato del Año en la LMB.
| Año  | Jugador                        | Nacionalidad |
| ---- | ------------------------------ | ------------ |
| 1952 | Jaime "Loco" Abad              | mexicano     |
| 1955 | Román Ramos                    | mexicano     |
| 1959 | Ramon "Tres Patines" Arano     | mexicano     |
| 1961 | Pablo "Molinero" Montes de Oca | mexicano     |
| 2004 | Santiago "Tato" González       | mexicano     |
| 2009 | Japhet Amador                  | mexicano     |
| 2022 | Luis Marquez                   | mexicano     |

### Mánager campeones
| Año       | Mánager           | Nacionalidad |
| --------- | ----------------- | ------------ |
| 1937 1938 | Agustin Verde     | cubano       |
| 1952 1961 | Santos Amaro      | cubano       |
| 1970      | Enrique Izquierdo | cubano       |
| 2012      | Pedro Meré        | mexicano     |

### Campeones Individuales

#### Campeones Bateadores
| Año  | Nombre           | Porcentaje |
| ---- | ---------------- | ---------- |
| 1938 | Martín Dihigo(1) | .387       |
| 1952 | René González(2) | .370       |
| 1953 | René González(3) | .336       |
| 1954 | René González    | .315       |
| 1957 | Aldo Salvent     | .359       |
| 1961 | Alfred Pinkston  | .374       |
| 1962 | Alfred Pinkston  | .381       |

#### Jugador defensivo del año
| Año  | Nombre      |
| ---- | ----------- |
| 2021 | Yasiel Puig |

#### Campeones Productores
| Año  | Nombre              | Producidas |
| ---- | ------------------- | ---------- |
| 1952 | René González(2)    | 84         |
| 1953 | René González(3)    | 63         |
| 1961 | Witremundo Quintana | 89         |
| 2005 | Willis Otáñez       | 123        |
| 2010 | Víctor Díaz         | 96         |

#### Campeones Jonroneros
| Año  | Nombre              | Jonrones |
| ---- | ------------------- | -------- |
| 1952 | René González(2)    | 21       |
| 1954 | René González       | 21       |
| 1955 | Mario Ariosa        | 22       |
| 1961 | Witremundo Quintana | 23       |
| 1970 | Rogelio Álvarez     | 33       |
| 2001 | Mark Whiten         | 33       |
| 2010 | Víctor Díaz         | 29       |
| 2011 | Jorge Guzmán        | 39       |

#### Campeones de Bases Robadas
| Año  | Nombre          | Bases |
| ---- | --------------- | ----- |
| 1956 | Aldo Salvent(4) | 22    |
| 1959 | Osmond Walker   | 37    |
| 1968 | Marcelo Juárez  | 43    |
| 1994 | Eric Bullock    | 46    |
| 2015 | Jeremías Pineda | 60    |
| 2023 | Gustavo Nuñez   | 36    |

#### Campeones en Dobles
| Año  | Nombre       | Dobles |
| ---- | ------------ | ------ |
| 2021 | Jesús Valdez | 30     |

#### Campeones de Juegos Ganados
| Año  | Nombre             | Récord |
| ---- | ------------------ | ------ |
| 1938 | Martín Dihigo(1)   | 18-2   |
| 1939 | Barney Brown       | 16-5   |
| 1941 | Barney Brown       | 16-5   |
| 1950 | Guillermo López    | 18-12  |
| 1952 | Guillermo López    | 19-8   |
| 1960 | Silvio Castellanos | 17-11  |
| 1961 | Silvio Castellanos | 14-14  |
| 2002 | Eleazar Mora       | 15-6   |
| 2012 | Tomás Solís        | 14-4   |
| 2022 | Luis Marquez       | 9-1    |

#### Campeones de Efectividad
| Año  | Nombre                | Porcentaje |
| ---- | --------------------- | ---------- |
| 1938 | Martín Dihigo(1)      | 0.90       |
| 1951 | Lino Donoso           | 2.55       |
| 1960 | Silvio Castellanos    | 3.24       |
| 1962 | Ramón Arano           | 2.60       |
| 1964 | Alberto Osorio        | 2.56       |
| 1982 | Ernesto Córdoba       | 1.58       |
| 1993 | Manny Hernández       | 2.20       |
| 1994 | Leobardo Meza         | 1.67       |
| 2000 | Luis Fernando Morales | 2.04       |
| 2017 | Néstor Molina         | 1.89       |

#### Campeones de WHIP
| Año  | Nombre        | Porcentaje |
| ---- | ------------- | ---------- |
| 2017 | Nestor Molina | 1.08       |
| 2024 | David Reyes   | 0.89       |

#### Campeones de Ponches
| Año  | Nombre                   | Ponches |
| ---- | ------------------------ | ------- |
| 1938 | Martín Dihigo(1)         | 184     |
| 1939 | Martín Dihigo            | 202     |
| 1951 | Lino Donoso              | 197     |
| 1952 | Lino Donoso              | 235     |
| 1953 | Lino Donoso              | 162     |
| 1954 | Raúl Galata              | 118     |
| 1960 | Silvio Castellanos       | 122     |
| 1980 | Luis Mercedes Sánchez(5) | 155     |

#### Campeones de Juegos Salvados
| Año  | Nombre         | Juegos |
| ---- | -------------- | ------ |
| 2004 | Sixto Báez     | 26     |
| 2012 | Jailén Peguero | 35     |

#### Campeones del Home Run Derby LMB
| Año  | Nombre      | Home Run |
| ---- | ----------- | -------- |
| 2024 | Yasiel Puig | 26       |

1 Ganador de la triple corona de pitcheo en la temporada 1938. En esa misma campaña también fue el campeón bateador.
2 Ganador de la triple corona de bateo en la temporada 1952.
3 Comenzó la temporada con el México.
4 Comenzó la temporada con Yucatán.
5 Era el líder en el momento en que se suspende la temporada en 1980.

## Ejecutivos del año
La organización veracruzana ha obtenido el nombramiento de Ejecutivo del Año en la LMB en tres ocasiones.
| Año  | Ejecutivo                 | Nacionalidad | Convención              |
| ---- | ------------------------- | ------------ | ----------------------- |
| 1966 | Pablo Machado Llosas      | cubano       | Columbus, Ohio          |
| 1970 | Pablo Machado Llosas      | cubano       | Los Ángeles, California |
| 2012 | José Antonio Mansur Galán | mexicano     | Villahermosa, Tabasco   |